# Торез (станция)
Торез (укр. Торез) — станция Донецкой железной дороги. Находится на пересечении железнодорожных линий Дебальцево — Иловайск и Торез — Бесчинская. Отрезок пути построен в начале XX века главным образом для транспортировки антрацита.

## Пассажирское сообщение
От станции Торез есть по 2 пары пригородных поездов на Дебальцево и Иловайск. В сторону Бесчинской пассажирского сообщения нет.